# Xavier Bonfill Trias
Xavier Bonfill Trias (Gerona, 1888-San Baudilio de Llobregat, 1939) fue un escritor de Cataluña. 
Conocido con el seudónimo de Jordi Català comenzó a escribir, el año 1913, en la revista Ilustració Catalana. Colaboró también en L'Esquella de la Torratxa, La Nova Catalunya de L'Havana, Catalana y en otras publicaciones infantiles como En Patufet o Virolet. También colabora en la revista Or i Grana (1919). Escribió diversos cuentos en la colección En Patufet y diversas novelas juveniles sentimentales, siguiendo la línea de los trabajos de su amigo Josep Maria Folch i Torres. Su literatura trata, de forma mayoritaria, de aspectos de la vida cotidiana barcelonesa. En los años de la segunda república colabora en emisiones radiofónicas a Radio Barcelona y Radio Asociación.